# Pustel

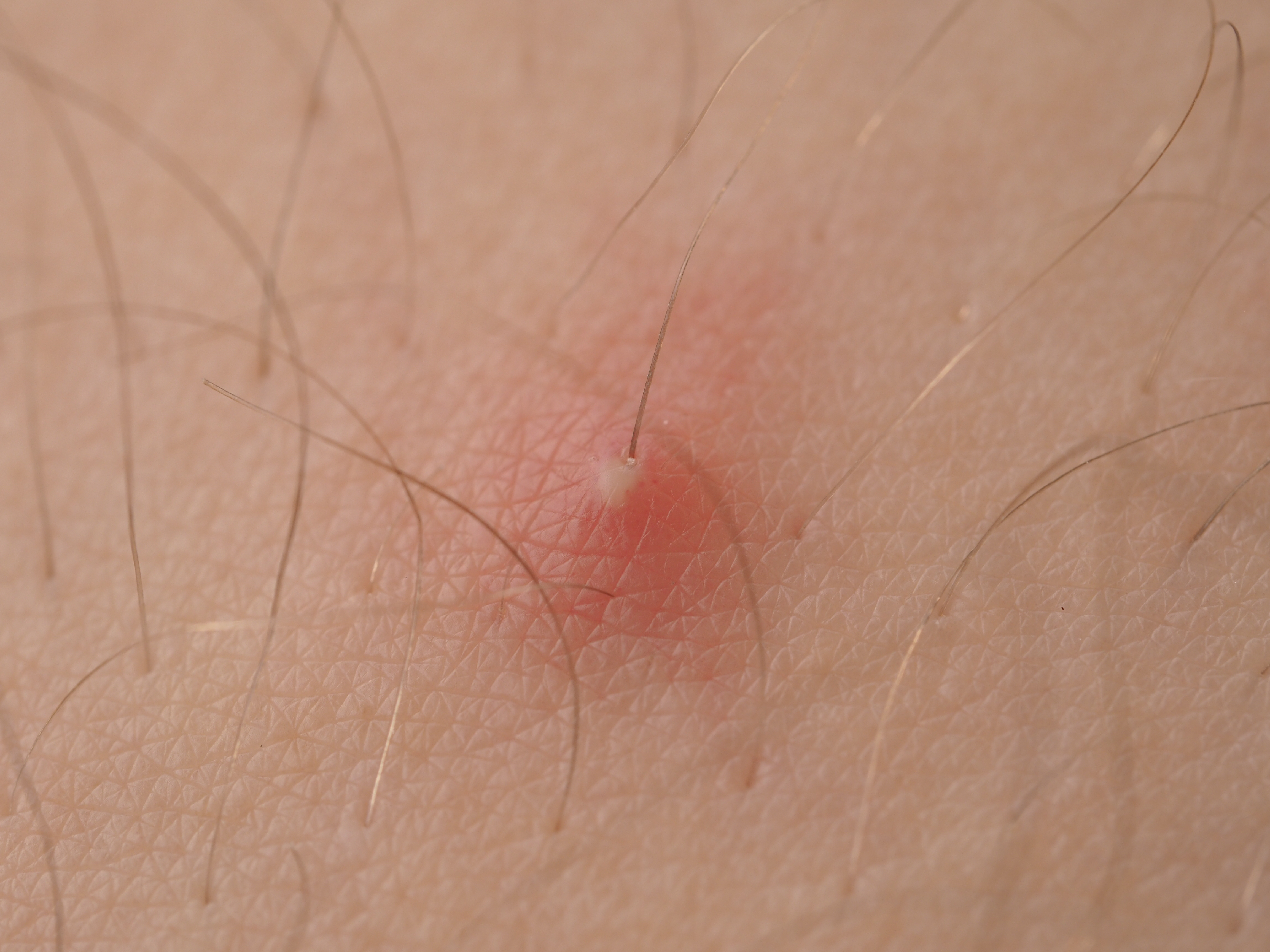
Pustel

Als Pustel (von lateinisch pustula ‚Bläschen‘) oder Eiterbläschen, umgangssprachlich auch Pickel, im bairischen und österreichischen Sprachraum Wimmerl, wird ein mit Eiter gefüllter oberflächlicher (epidermal oder subepidermal) kleiner Hohlraum der Haut bezeichnet. Die Pustel gehört zu den so genannten primären Hautveränderungen (Primäreffloreszenzen) der Dermatologie. Ihr Inhalt kann keimfrei (wie bei der Psoriasis pustulosa generalisata) oder infektiös sein.

## Beispiel Akne
Bei den „akneiformen Erkrankungen“ wie der gemeinhin als Akne bezeichneten Acne vulgaris bildet sich demgegenüber auf der Grundlage einer Hyperkeratose im Bereich des sich zur Hautoberfläche hin öffnenden Haarfollikels (dem Follikelostium) ein Rückstau an von den Talgdrüsen der Haut gebildetem Talg und damit eine Retentionszyste, die als „weißer“ oder geschlossener Komedo („Mitesser“) bezeichnet wird, sofern die Follikelöffnung verschlossen oder beinahe verschlossen bleibt. Bei einem sog. offenen Komedo kann sich dessen obere Schicht durch Melanin, Schmutz oder Oxidation schwarz färben: Es entsteht ein „schwarzer Mitesser“. Weißer wie schwarzer Komedo führen zum Bild der „Acne comedonica“. Erst wenn sich der Komedo entzündet und eitrig einschmilzt, bildet sich daraus eine Pustel und damit eine Acne papulopustulosa als fortgeschrittenes Stadium der Acne vulgaris.
Ursache der Entzündung ist hauptsächlich das Bakterium Cutibacterium acnes, das im Komedo ideale Wachstumsbedingungen vorfindet.

## Andere Erkrankungen mit Pustelbildung
Pusteln können ihrem Charakteristikum als Primäreffloreszenz der Haut bei vielen anderen Hauterkrankungen auftreten, so bei der
- Balanitis candidomycetica
- Follikulitis
- Pustulosis palmaris et plantaris (Synonym Andrews-Bakterid)
- Pustulosis subcornealis Sneddon-Wilkinson, schubweise auftretende Bläschen als Differentialdiagnose zur Dermatitis herpetiformis Duhring
- sekundären Syphilis
- Staphylodermia follicularis

Pustula maligna ist die Bezeichnung für ein Milzbrand-Bläschen.

## Behandlung
Pusteln persistieren („beharren“) nicht lange, sie eröffnen sich von selbst oder vertrocknen, aus Serum und Eiter bildet sich eine Kruste. Bei schweren Fällen von Akne ist die Behandlung durch einen Hautarzt (Dermatologen) anzuraten. Es stehen mehrere Wirkstoffe und unterstützende Therapie-Methoden zur Verfügung.
Zur Behandlung von Akne, unreiner Haut und Pusteln (Pickel, Wimmerl) gibt es viel Ratgeberliteratur. Wichtig ist vor allem, den eigenen Körper zu beobachten, wie die Haut nach dem Genuss bestimmter Nahrungsmittel oder nach Nutzung bestimmter Hautpflegemittel reagiert, und diesbezüglich Schädliches wegzulassen.